# SDレイオア
ソシエダ・デポルティーバ・レイオア（Sociedad Deportiva Leioa）は、スペイン・バスク州レイオアに本拠地を置くサッカークラブ。現在はテルセーラ・フェデラシオンに在籍している。

## タイトル

### 国内タイトル
- ビスカヤ県リーグ : 1回 (1996-97)
- ビスカヤ地域リーグ : 1回 (2007-08)
- テルセーラ・ディビシオン : 1回 (2013-14)

### 国際タイトル
- なし

## 歴代所属選手
- ヤニス・ラフマニ 2016